# Fackligt center för papperslösa
Fackligt center för papperslösa (FCFP) är ett samarbete mellan olika fackliga organisationer inom LO, TCO och Saco.
Syftet är att förhindra att papperslösa och asylsökande utnyttjas på arbetsmarknaden, samt att ge fackligt stöd och hjälp till dem som råkat illa ut. 

Genom centret kan papperslösa och asylsökande få information om sina rättigheter på arbetsmarknaden, och få råd om löner, arbetsvillkor och arbetsmiljö direkt från erfarna ombudsmän och fackliga förtroendemän. 
Medlemmar i fackligt center för papperslösa är de fackliga organisationerna Akademikerförbundet SSR, Byggnads, Elektrikerna, Fastighets, Facket för Skogs, Trä och Grafisk bransch, Handels, Hotel och restaurangfacket, IF Metall, Journalistförbundet, Kommunalarberarförbundet, Målareförbundet och Vårdförbundet.
Den 25 maj 2023 anslöt sig DIK till Fackligt center för papperslösa. 